# Marcgravia nubicola
Marcgravia nubicola är en tvåhjärtbladig växtart som beskrevs av De Roon. Marcgravia nubicola ingår i släktet Marcgravia och familjen Marcgraviaceae. Inga underarter finns listade i Catalogue of Life.